# Dumetella carolinensis
Dumetella carolinensis là một loài chim trong họ Mimidae.
Loài này đã được mô tả lần đầu tiên bởi Carl Linne trong tác phẩm năm 1766 của ông Systema naturae. Danh pháp ban đầu do ông đặt Muscipaca carolinensis tên phản ánh niềm tin, phổ biến rộng rãi tại thời điểm đó rằng loài này là loài Đớp ruồi Cựu thế giới nào đó có lẽ là do màu sắc khá đơn giản của chúng, không giống với các mimidae khác.
Chim trưởng thành cân nặng 23,2-56,5 g, với cân nặng trung bình 35-40 g. Chúng có chiều dài 20,5–24 cm (8,1-9,4 in) và khoảng 22 đến 30 cm (8,7-11,8 in) trên cánh. Trong số đo tiêu chuẩn, cánh dài 8,4-9,8 cm (3,3-3,9 in), đuôi là 7,2-10,3 cm (2,8-4,1 in), culmen dài 1,5-1,8 cm

## Hình ảnh

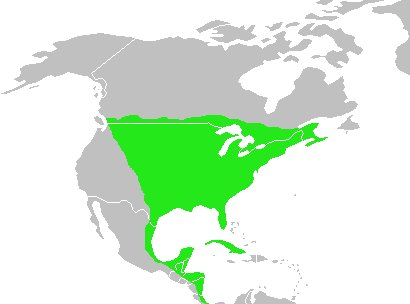
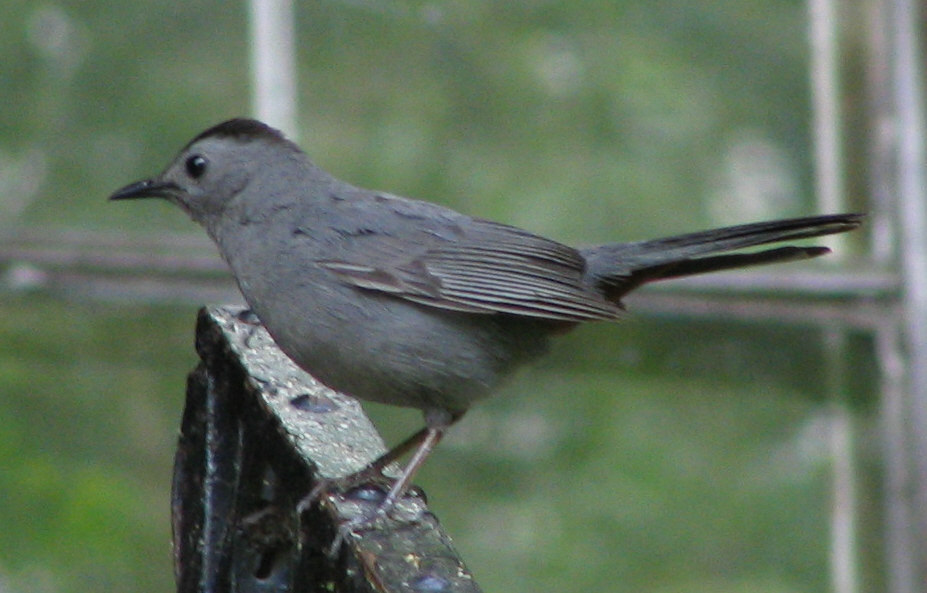
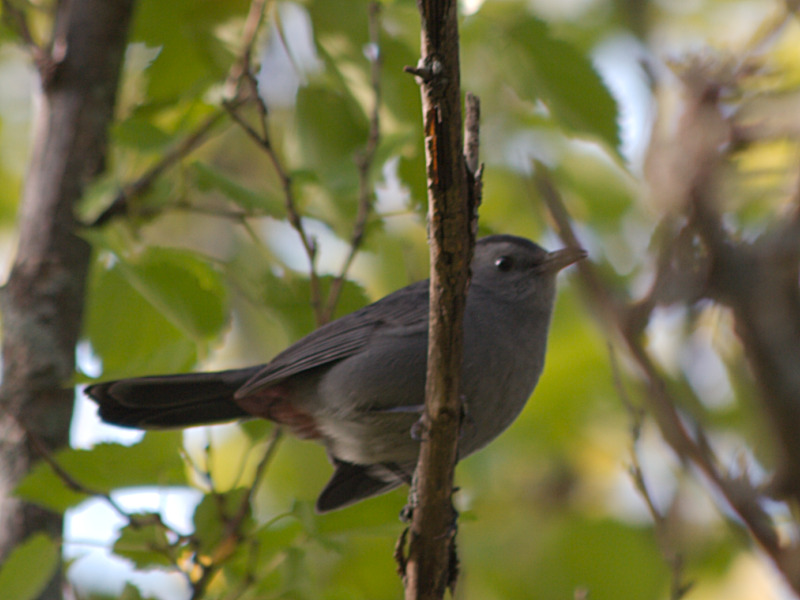
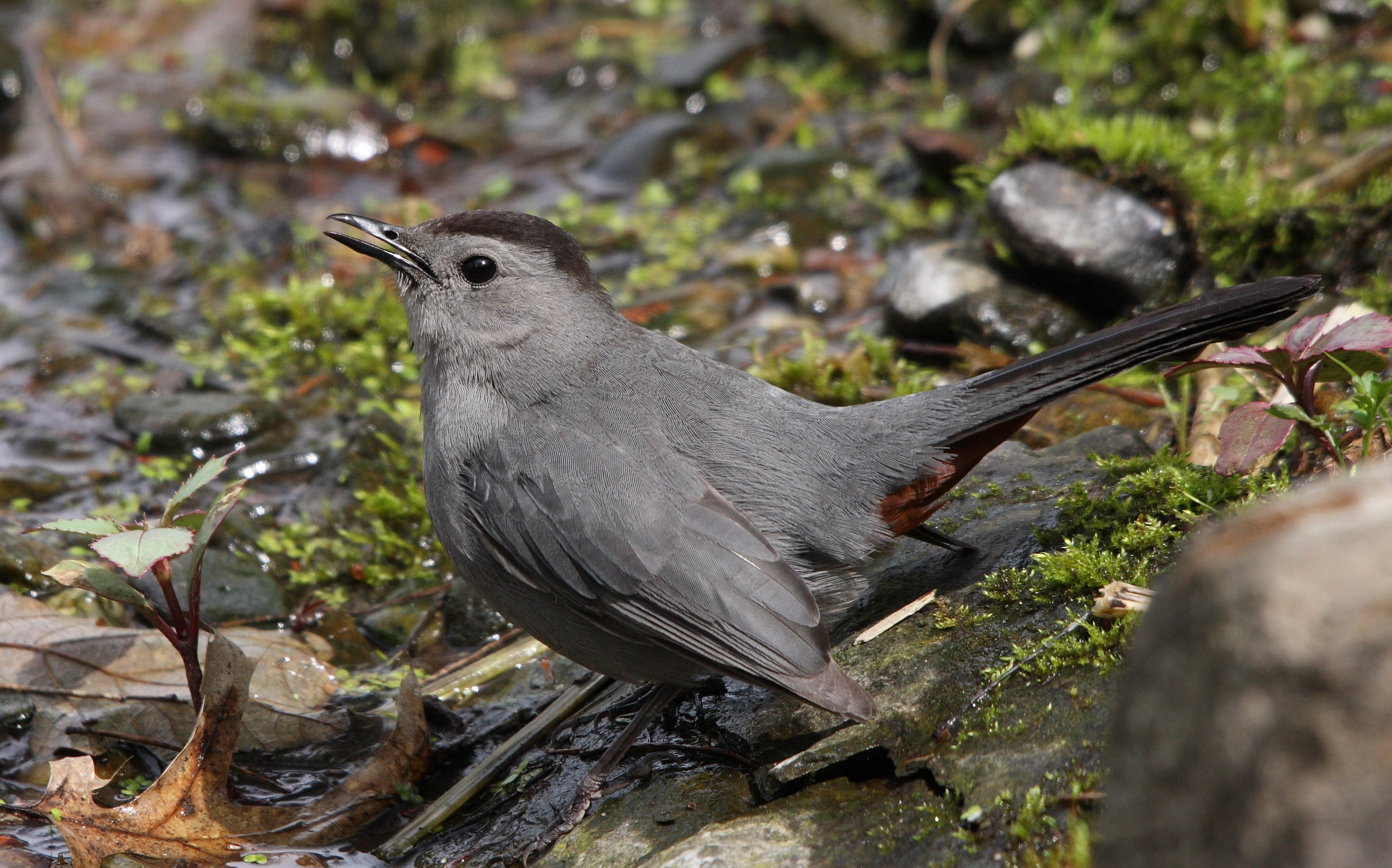